# Ekologia ewolucyjna
Ekologia ewolucyjna – dyscyplina naukowa, która powstała w drugiej połowie XX wieku na pograniczu ekologii, biologii ewolucyjnej i etologii. Wchodzi – wraz z ekologią populacyjną – w zakres ekologii gatunku; dotyczy wzajemnie powiązanych procesów ewolucyjnych i ekologicznych, którym ulegają populacje w warunkach naturalnych; wyjaśnia różnorodność strategii życiowych gatunków i ich zmienność oraz zmiany struktury ekosystemów, np. rozmieszczenia i liczebności populacji.

## Historia ekologii ewolucyjnej
W wieku XX nastąpił wielki postęp nauki w obszarach interdyscyplinarnych, m.in. leżących na pograniczu tradycyjnych dziedzin nauk podstawowych – biologii, chemii i fizyki. Ten postęp doprowadził do wyodrębnienia się nowych dyscyplin, takich jak biofizyka, biochemia, biologia molekularna, genetyka (w tym genetyka populacyjna). W kolejnych latach szybko rozwijały się badania w nowych obszarach interdyscyplinarnych i powstawały nowe dyscypliny. Jedną z nich jest biologia ewolucyjna (w niej np. ewolucyjna biologia rozwoju). Biolodzy ewolucyjni zajmują się mechanizmami ewolucji organizmów żywych, w tym:

Filogenetyczne drzewo istot żywych, zbudowane na podstawie danych dotyczących rRNA (efektów badań w dziedzinie biologii ewolucyjnej)

Przykład rozsunięcia nisz ekologicznych dwóch z pięciu żerujących w lesie szpilkowym gatunków lasówek w wyniku konkurencji o pożywienie; cyfry – numery stref wysokości (po 3 m)

- neutralnej – prowadzącej do zmian losowych, nie powodujących przewidywalnego zwiększenia lub zmniejszenia stopnia przystosowania gatunku do środowiska,
- ukierunkowanej – prowadzącej do wzrostu jego adaptacji lub do różnicowania, czyli procesu zachodzącego w kierunku specjacji (powstawania nowych gatunków).

Zgodnie z zasadami neodarwinizmu podstawowym mechanizmem ewolucji gatunku, nieprzerwanie zachodzącej od chwili jego powstania, jest dobór naturalny (w tym osobniczy, płciowy i krewniaczy) lub sztuczny.
Dobór sztuczny – optymalizacja cech gatunków z punktu widzenia potrzeb człowieka – był od dawna stosowany w praktyce, m.in. w czasie hodowli roślin i zwierząt. Techniki hodowli zostały opanowane przed powstaniem takich dyscyplin naukowych, jak biologia molekularna lub genetyka, jednak naukowy dorobek w tych dziedzinach szybko został zaakceptowany i wykorzystany.
Więcej kontrowersji pojawiło się z chwilą, gdy podjęto próby powiązania wiedzy zgromadzonej w dziedzinie biologii ewolucyjnej z wiedzą o funkcjonowaniu gatunków w środowisku naturalnym, w tym o:
- rozmieszczeniu i zmianach liczebności organizmów, które są zależne od strategii życiowych współistniejących gatunków, decydujących o rodzaju zależności międzygatunkowych (ekologia, nauka o strukturze ekosystemów lub innych układów biotycznych),
- zachowaniach zwierząt (etologia i dziedziny z nią powiązane, takie jak zoosemiotyka, socjobiologia, etologia kognitywna).

W połowie XX wieku przedmiotem znaczących prac badawczych i polemik były próby wyjaśnienia ewolucyjnego mechanizmu kształtowania się w przyrodzie zachowań altruistycznych (zob. altruizm odwzajemniony). Dyskusje zapoczątkowało wydanie w roku 1962 książki V.C. Wynne-Edwardsa z opisem hipotezy tzw. doboru grupowego, którą w następnych latach zastąpiła hipoteza altruizmu krewniaczego i doboru krewniaczego (William Donald Hamilton, 1962). Stało się możliwe wyjaśnienie genetycznego mechanizmu pojawiania się zachowań, które wcześniej opisywano jako uzasadnione działaniami dla „dobra gatunku”.
Jedną z konsekwencji zbliżenia się ekologii do biologii ewolucyjnej było wycofanie historycznego podziału tej nauki na:
- autekologię – dotyczącą funkcjonowania pojedynczych organizmów w ich środowisku ożywionym i nieożywionym,
- synekologię – zajmującą się ekologicznymi powiązaniami w różnych grupach organizmów, np. populacjach, zespołach i zbiorowiskach (zob.np. zespół roślinności, zbiorowisko roślinne), biocenozach.

Wyodrębniono ekologię gatunku, w której zakres wchodzą – wzajemnie powiązane – ekologia populacyjna i ekologia ewolucyjna. W ekologii gatunku wszystkie organizmy żywe – osobniki (wcześniej – przedmiot badań autekologii) – nie są opisywane odrębnie, lecz jako elementy jednogatunkowych populacji, podlegających procesom ewolucyjnym i ekologicznym (prowadzącym m.in. do zmian liczebności lub do adaptacji).
Na przełomie wieków XX i XXI prof. January Weiner napisał:

Dwie dziedziny biologii, ewolucjonizm i ekologia, wyodrębnione prawie jednocześnie w połowie XIX wieku, od początku miały ambicje poszukiwać najogólniejszych praw przyrody, dotyczących wszystkich żywych organizmów. Mimo iż obie te dziedziny, we współczesnej postaci, zapoczątkowane były tym samym dziełem Darwina (możemy tu pominąć wcześniejszych prekursorów), ich drogi często się rozchodziły. Dziś, po blisko 150 latach widać, że obie te dziedziny są nierozłączne.

Podobną myśl zawarł Richard Dawkins we wprowadzeniu do wydania książki Samolubny gen z roku 2012. Interpretując jej tytuł wskazał miejsce czynników ekologicznych w mechanizmie ewolucji, pisząc m.in.:

…każdy gen realizuje swój własny egoistyczny program w obecności innych genów należących do danej puli – stanowiącej zestaw kandydatów do przetasowania w akcie rozmnażanie płciowego w obrębie danego gatunku. Te inne geny stanowią część środowiska, w którym żyje każdy z poszczególnych genów, tak samo jak częścią tego środowiska są pogoda, drapieżniki i ich ofiary, roślinność będąca pokarmem tych ostatnich i bakterie żyjące w glebie.

### Twórcy ekologii ewolucyjnej
Wśród wielu naukowców, wymienianych jako twórcy ekologii ewolucyjnej, znajdują się m.in.:

- Karol Darwin (1809–1882),
- Ronald Fisher (1890–1962),
- G. Evelyn Hutchinson (1903–1991),
- Vero C. Wynne-Edwards (1906–1997)[10]
- David Lack (1910–1973),
- Charles Birch (1918–2009),
- John Maynard Smith (1920–2004),
- George R. Price (1922–1975),
- Edward Osborne Wilson (1929–),
- Robert MacArthur (1930–1972),
- William Donald Hamilton (1936–2000),
- Eric Rodger Pianka (1939–)[11],
- Michael L. Rosenzweig (1941–)[12],

i wielu innych prekursorów myśli ewolucyjnej.

## Podstawowe pojęcia
W biologii ewolucyjnej i ekologii populacyjnej podstawowe znaczenie mają pojęcia: dobór naturalny i dostosowanie.
Pojęcie dobór naturalny bywa mylnie interpretowane jako „dobieranie się partnerów” do reprodukcji, powiązane z „przewidywaniami” dotyczącymi pożądanych – „korzystnych dla gatunku” – cech potomstwa. W rzeczywistości termin „dobór” jest w tym przypadku synonimem wyrazu „selekcja” (ang. selection), oznaczającego eliminację strategii życiowych, które cechuje małe dostosowanie.
Wyraz dostosowanie bywa często stosowany zamiennie z wyrazami przystosowanie lub adaptacja, których znaczenia są inne:
- dostosowanie (W, fitness) – ilościowa miara ewolucyjnego sukcesu osobników o określonym genotypie, czyli miara skuteczności jego upowszechniania w populacji (np. stosunek liczby osobników o tym genotypie w kolejnych pokoleniach, W > 1 lub W < 1); tak zdefiniowane dostosowanie jest związane z długością życia organizmów i liczbą produkowanego potomstwa (które też wyda potomstwo),
- przystosowanie (adaptacja) – zmiana struktury lub funkcji organizmów, umożliwiająca życie w nowych dla nich warunkach, dotycząca osobnika (fenotypowa, odziedziczalna lub nieodziedziczalna)[14] lub genotypu populacji (dziedziczna); takimi zmianami są np. przystosowania ptaków do lotu.

W roku 2003 January Weiner zwracał również uwagę na niejednoznaczność kilku innych pojęć, stosowanych w ekologii ewolucyjnej. Spośród pojęć, które mają różne znaczenia w polskim języku potocznym i naukowym (co może prowadzić do nieporozumień), wskazał:

Krzywe przeżywalności jako wyraz oszczędnych i rozrzutnych strategii gatunków:
- typ I – duża przeżywalność osobników młodych (dzięki opiece rodziców) i jej spadek u osobników starszych (np. duże ssaki),
- typ II – podobne prawdopodobieństwo przeżywalności u osobników młodych i starszych (np. pewne gatunki ptaków),
- typ III – najmniejsza przeżywalność osobników najmłodszych; przetrwanie gatunku dzięki liczebności potomstwa (np. grzyby, ikra ryb).

- cykl życiowy (ang. life cycle) – kolejne fazy przeobrażeń organizmu w czasie jego życia (np. stadia przeobrażenia owadów: jajo → larwa → poczwarka → imago),
- historia życiowa organizmu (ang. life history) – ciąg wydarzeń w życiu osobnika (kolejne etapy rozwoju, np. od zapłodnienia do śmierci), charakterystyczny dla gatunku,
- styl życia (ang. life style), inaczej historia życiowa gatunku – statystyczne uogólnienie zróżnicowanych historii życiowych osobników,
- cechy historii życiowej (ang. life history trais) – np. takie dane, jak masa ciała, maksymalna długość życia, wiek dojrzałości płciowej, liczba epizodów rozrodczych w życiu (podział na gatunki iteroparyczne i semelparyczne), liczba potomstwa w jednym epizodzie[15].

Dobór naturalny może być doborem optymalizującym tylko w zakresie objętym ograniczeniami (ang. constrainst), czyli prowadzić do optymalizacji, rozumianej jako wybór zespołu cech najlepszych spośród tych, których nie wykluczają względy fizyczne (np. grawitacja, prawa aerodynamiki), fizjologiczne (np. maksymalna fizjologiczna długość życia) i ewolucyjne – odziedziczony po przodkach zakres zmienności cech wewnątrz populacji (polimorfizm).
W czasie optymalizacji są zwykle niezbędne kompromisy ewolucyjne (ang. trade-offs), ponieważ przebiega ona w wielowymiarowej przestrzeni wszystkich cech historii życiowej, które bywają skorelowane dodatnio lub ujemnie. Kompromis jest potrzebny np. w przypadku optymalizacji wielkości ciała noworodków gryzoni. Maksymalizacja tej cechy nie jest korzystna dla gatunku, mimo że zwiększa szanse przeżycia noworodków (potencjalny wzrost dostosowania), ponieważ duże noworodki występują zwykle w mniejszych miotach, co zmniejsza dostosowanie.
Efektem optymalizującego doboru naturalnego (zachodzącego z uwzględnieniem ograniczeń i kompromisów) są zestawy cech historii życiowej oraz tzw. strategie życiowe (ang. life strategies) gatunku, np. strategia dużych wydatków energetycznych na opiekę nad nielicznym potomstwem („oszczędna”), albo strategia produkcji bardzo licznych potomków, z których większość ginie przed osiągnięciem dojrzałości płciowej („rozrzutna”).

Ewolucja (E) może prowadzić do zminimalizowania konkurencji (nałożenia nisz) lub zmaksymalizowania stopnia wykorzystania zasobów siedliska przez gatunki A i B; X – jeden z czynników ekologicznych, oś rzędnych – miara aktywności gatunków.

Na Ziemi żyją współcześnie miliony opisanych gatunków organizmów o różnych cechach historii życiowej i strategiach życiowych. O stopniu ich zróżnicowania świadczy np. że masy ciała poszczególnych ziemskich organizmów mieszczą się w zakresie obejmującym ponad 20 rzędów wielkości (10−13–108 g), a długość życia – w zakresie od kilku minut do tysięcy lat (102–1010 sekund, 8 rzędów wielkości). Genomy tych organizmów zawierają od 104 par nukleotydów (np. najprostsze wirusy) do 1010 par (np. kręgowce); są w nich zakodowane programy stylu życia, zróżnicowane nie tylko pomiędzy gatunkami, ale również między osobnikami jednego gatunku. Ta różnorodność wewnątrz populacji jest niezbędnym warunkiem ewolucyjnej adaptacji do zmieniającego się otoczenia. W przypadkach ekosystemów, w których występują gatunki konkurujące o te same zasoby środowiska, efektem ewolucji może być rozsunięcie się nisz ekologicznych (np. przez zróżnicowanie preferencji pokarmowych), dzięki któremu może być zachowana wartość dostosowania każdego ze współistniejących gatunków (bez ponoszenia wysokich energetycznych nakładów na międzygatunkową „walkę o zasoby”).
Przez wiele lat uważano, że istnieją dwa podstawowe (skrajne) typy selekcji r i K, stosowane w zależności od dostępności zasobów środowiska (powiązanej z zagęszczeniem). Podstawą hipotezy był model ograniczonego wzrostu populacji McArthura i Wilsona. Symbolami r i K oznaczono:
r – współczynnik tempa wzrostu (przyrost naturalny w przeliczeniu na osobnika i jednostkę czasu),
K – pojemność środowiska.
Szybkość wzrostu liczby osobników w czasie (dN/dt) w warunkach ograniczonej pojemności środowiska opisuje równanie:
{\displaystyle {\frac {dN}{dt}}=rN\left(1-{\frac {N}{K}}\right)}
Zaobserwowano, że można wskazać dwa różne kryteria ewolucyjnej selekcji – dla warunków, w których:
- N << K, a więc szybkość wzrostu liczebności populacji jest proporcjonalna do N (gdy r = const),
- N ≈ K, a więc dN/dt = 0

Przyjmowano, że:
- dobór typu r (r-selection) – preferuje strategie życiowe, które gwarantują dużą liczbę potomstwa i wczesne dojrzewanie (przystosowania do walki z konkurentami są zbędne); taki dobór powinien być obserwowany np. w przypadkach sukcesji pierwotnej,
- dobór typu K  (K-selection) – preferuje strategie życiowe, gwarantujące skuteczność w zdobywaniu ograniczonych zasobów, w tym np. duża masa ciała, opieka nad potomstwem (duże tempo reprodukcji jest zbędne).

Hipoteza dotycząca istnienia dwóch typów selekcji nie znalazła potwierdzania w praktyce (S.C. Stearns, 1977) ; została również podważona na gruncie teoretycznym przez J. Kozłowskiego (1980) i odrzucona przez ekologów ewolucyjnych, jednak jest wciąż przywoływana przez wielu biologów.

## Tematyka publikacji naukowych i popularnonaukowych (przykłady)
Tematyczny zakres publikacji z dziedziny ekologii ewolucyjnej, ukazujących się w czasopismach naukowych i popularnonaukowych, ilustrują tytuły wybranych pozycji dorobku prof. Jana Kozłowskiego ze współpracownikami, UJ}, przewodniczącego Komitetu Biologii Ewolucyjnej i Teoretycznej PAN (tematyka badań: ewolucja strategii życiowych – modele oparte na koncepcji optymalnego lokowania zasobów i ich weryfikacja, rola wielkości komórek w kształtowaniu tempa metabolizmu):
publikacje naukowe z lat 2011–2012
- 2012 – Mutation Accumulation May Be a Minor Force in Shaping, Life History Traits,
- 2012 – An endophytic fungus reduces herbivory in its recently colonised grass host: a foodchoice experiment on common voles, weeping alkaligrass and Epichloë typhina, Plant Ecology,
- 2012 – Altered allocation to roots and shoots in the endophyte-infected seedlings of Puccinellia distans (Poaceae), Plant Biology,
- 2011 – Standard Metabolic Rate (SMR) is inversely related to erythrocyte and genome size in allopolyploid fish of the Cobitis taenia hybrid complex, Functional Ecology,
- 2011 – Does climate affect pollen morphology? Optimal size and shape of pollen grains under various desiccation intensity, Ecosphere,

publikacje popularnonaukowe
- 1998 – Anizogametyczność, hermafrodytyzm, rozdzielnopłciowość i ewolucyjnie stabilny stosunek płci, Kosmos,
- 1996 – Ewolucja zachowań altruistycznych, Universitas,
- 2001 – Ewolucja – szokująco prosty mechanizm i jego zadziwiające konsekwencje, Znak,
- 2005 – Teoria ewolucji: czy konflikt między nauką i wiarą jest nieunikniony? Nauka, Numer specjalny „W kręgu myśli Jana Pawła II”.

## Program kursu ekologii ewolucyjnej (przykład UJ)
W zakres kursu ekologii, prowadzonego przez Adama Łomnickiego na Uniwersytecie Jagiellońskim, wchodzą problemy:
Optymalizacja ewolucyjna
przykłady: wrony i ślimaki, optymalizacja czasu trwania kopulacji muchy gnojnej, zastosowanie reguły wartości skrajnej przy badaniu żerowania zwierząt, zmienność jako sposób optymalizacji
Dobór krewniaczy;
m.in. nierówność Hamiltona (wyprowadzenie dla pełnego rodzeństwa), altruizm i egoizm, rozpoznawanie pokrewieństwa, poziom doboru w świetle koncepcji „samolubnego genu”,
Strategia stabilna ewolucyjnie
m.in. prosty model: agresor-ustępujący, strategia legalisty, model asymetrycznego konfliktu między dwoma osobnikami, ewolucyjnie stabilny stosunek liczbowy płci,
Altruizm i współpraca bez spokrewnienia
m.in. dylemat więźnia i odwzajemnienie, strategia wet za wet, trudności teoretyczne altruizmu odwzajemnionego,
Płciowość i dobór płciowy
m.in. przystosowawcze znaczenie płciowości, hipoteza Czerwonej Królowej i znaczenie pasożytnictwa, wybiórczość samic (przyczyny i konsekwencje),
Ewolucja strategii życiowych
m.in. czas dojrzewania i wielkość ciała organizmów, wartość reprodukcyjna i ewolucja menopauzy, ultymatywne przyczyny starzenia się i umierania,
Indywidualna zmienność a dynamika liczebności populacji
m.in. holizm i redukcjonizm w ekologii, model dynamiki liczebności oparty na fenotypowej zmienności osobników, zmienność fenotypowa, heterogeniczność przestrzenna i samoregulacja zagęszczenia,
Populacja w przestrzeni
m.in. rozmieszczenie idealnie swobodne i despotyczna, koncepcja źródła i ujścia (ang. source and sink),
Metapopulacje, biogeografia wysp i teoria doboru grupowego,
m.in. model podstawowy i jego modyfikacje, modele symulacyjne, metapopulacje w ochronie przyrody,

## Renomowane czasopisma specjalistyczne
- Evolutionary Ecology Research, wyd. University of Arizona[26],
- Methods in Ecology and Evolution, wyd. Rob Freckleton & Bob O’Hara, British Ecological Society[27],
- Ecology and Evolution, wyd. Wiley[28],
- Evolutionary Ecology, wyd. Springer[29].